# Morphna plana
Morphna plana är en kackerlacksart som först beskrevs av Brunner von Wattenwyl 1865.  Morphna plana ingår i släktet Morphna och familjen jättekackerlackor. Inga underarter finns listade i Catalogue of Life.